# Ахим (Везер)

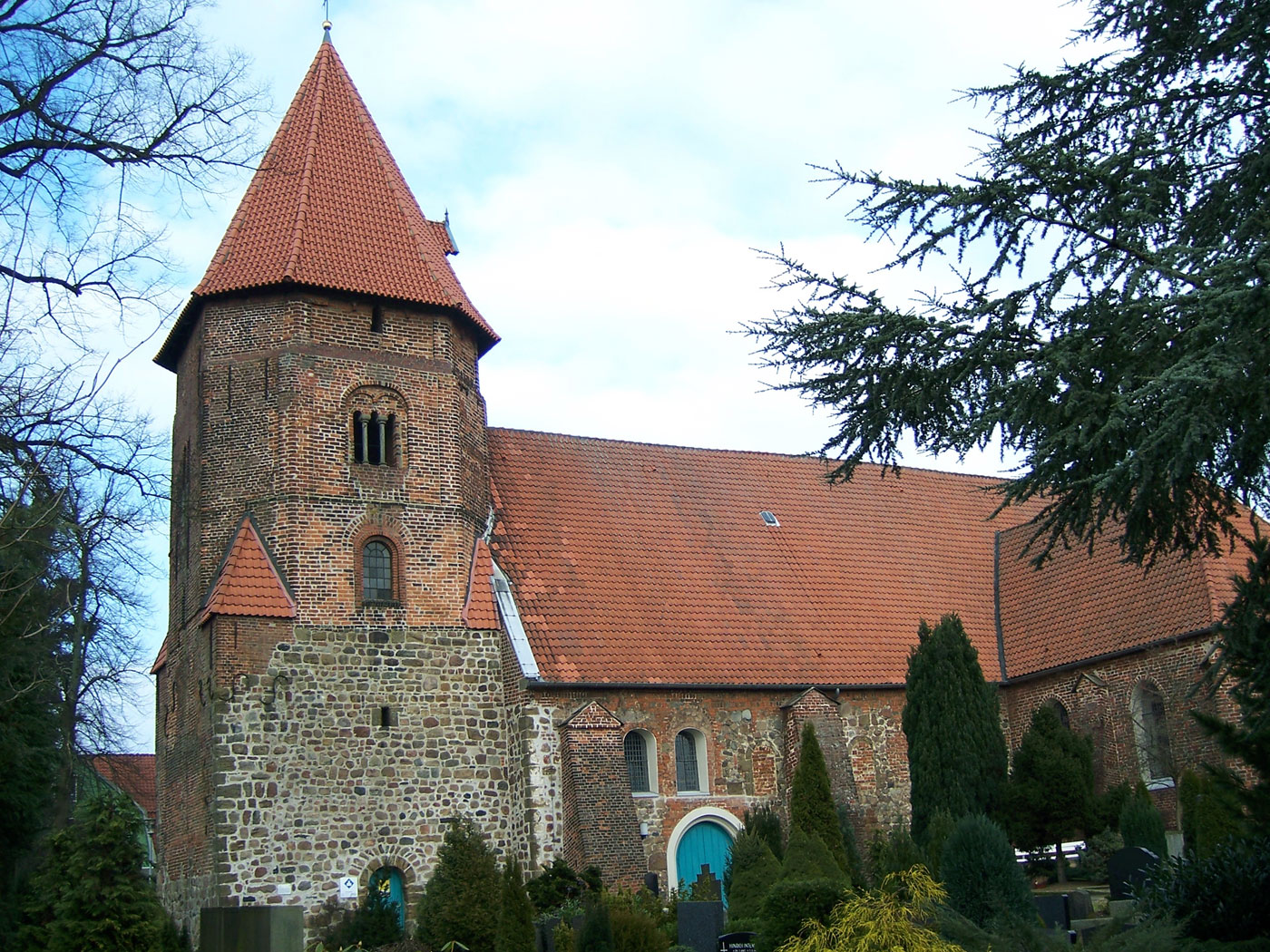
Церковь

Ахим (нем. Achim, н.-нем. Achem) — город в Германии, в земле Нижняя Саксония.
Входит в состав района Ферден. Население составляет 30 143 человека (на 31 декабря 2010 года). Занимает площадь 65,1 км². Официальный код — 03 3 61 001.